# Отавник
Отавник (словен. Otavnik) — поселення в общині Севниця, Споднєпосавський регіон, Словенія. Висота над рівнем моря: 434,7 м.